# Noam Achtel
Noam Achtel (hebräisch נועם אכטל; * 16. April 1996 in Jagur) ist eine israelische Fußballspielerin. Seit 2021 steht die Abwehrspielerin beim FC Ramat haScharon unter Vertrag. Seit 2017 ist sie zudem israelische Nationalspielerin.

## Karriere

### Vereine
Achtel begann ihre fußballerische Laufbahn bei Maccabi Kishronot Hadera in Chadera. Dort durchlief sie die Jugendakademie und absolvierte ab 2011 auch Spiele für die erste Mannschaft. 2015 schloss sie sich dem FC Ramat haScharon an. Mit diesem Verein wurde sie 2016 israelischer Meister. 2018 wechselte sie zum ASA Tel-Aviv FC und wurde 2019 auch mit diesem Verein israelischer Meister. Seit 2021 spielt sie wieder für den FC Ramat haScharon.

### Nationalmannschaft
Achtel absolvierte einige Spiele für israelische Nachwuchsmannschaften. Am 4. Juni 2017 debütierte sie beim 2:0-Sieg gegen Litauen für die israelische A-Nationalmannschaft. Ihre weiteren Länderspiele absolvierte sie hauptsächlich bei Qualifikationsspielen für Europa- und Weltmeisterschaften, die jedoch mehrheitlich verloren wurden. Auch deshalb gelang es ihr mit Israel nicht, sich für ein größeres Turnier zu qualifizieren.